# Montes Torngat
Este artículo es sobre una cordillera canadiense. Para la banda indie de Montreal, véase Torngat
Los montes Torngat son una cordillera ubicada en la península del Labrador en la punta norte de Terranova y Labrador y Quebec oriental y son parte de la cordillera Ártica. Esta es la península que separa la bahía de Ungava del océano Atlántico. Aproximadamente el 56% de la cadena se ubica en Quebec, con el 44% ubicado en Labrador y el resto, menos del 1%, en la isla de Killiniq en Nunavut. Los montes Torngat abarcan 30.067 kilómetros cuadrados, incluyendo las regiones bajas y se extienden a lo largo de 300 km desde el cabo Chidley en el norte al Hebron Fjord en el sur. Los montes Torngat tienen algunos de los picos más altos de la Norteamérica oriental continental.

## Terreno
El punto más alto es el monte Caubvick (también conocido como Mont D'Iberville) a 1652 m s. n. m. No hay árboles en los montes Torngat debido a que las montañas están al norte de la línea arbolada del Ártico. El permafrost es continuo en el lado de Quebec de la frontera, y se extiende pero de manera discontinua en el lado Atlántico oriental. El terreno más que aproximadamente 300 m s. n. m. es predominantemente un desierto rocoso.
| Rango | Nombre              | metros | pies  |
| ----- | ------------------- | ------ | ----- |
| 1     | Monte Caubvick      | 1652   | 5420  |
| 2     | Montaña Torngarsoak | 1595   | 5232  |
| 3     | Montaña Cirque      | 1568   | 5144  |
| 4     | Pico 5100 (24I/16)  | 1554+  | 5100+ |
| 5     | Pico 5074           | 1547   | 5074  |
| 6     | Monte Erhart        | 1539   | 5049  |
| 7     | Jens Haven          | 1531   | 5023  |
| 8     | Pico 5000 (24P/01)  | 1524+  | 5000+ |
| 9     | Pico 5000 (24I/16)  | 1524+  | 5000+ |
| 10    | Montaña Innuit      | 1509   | 4951  |

## Geología

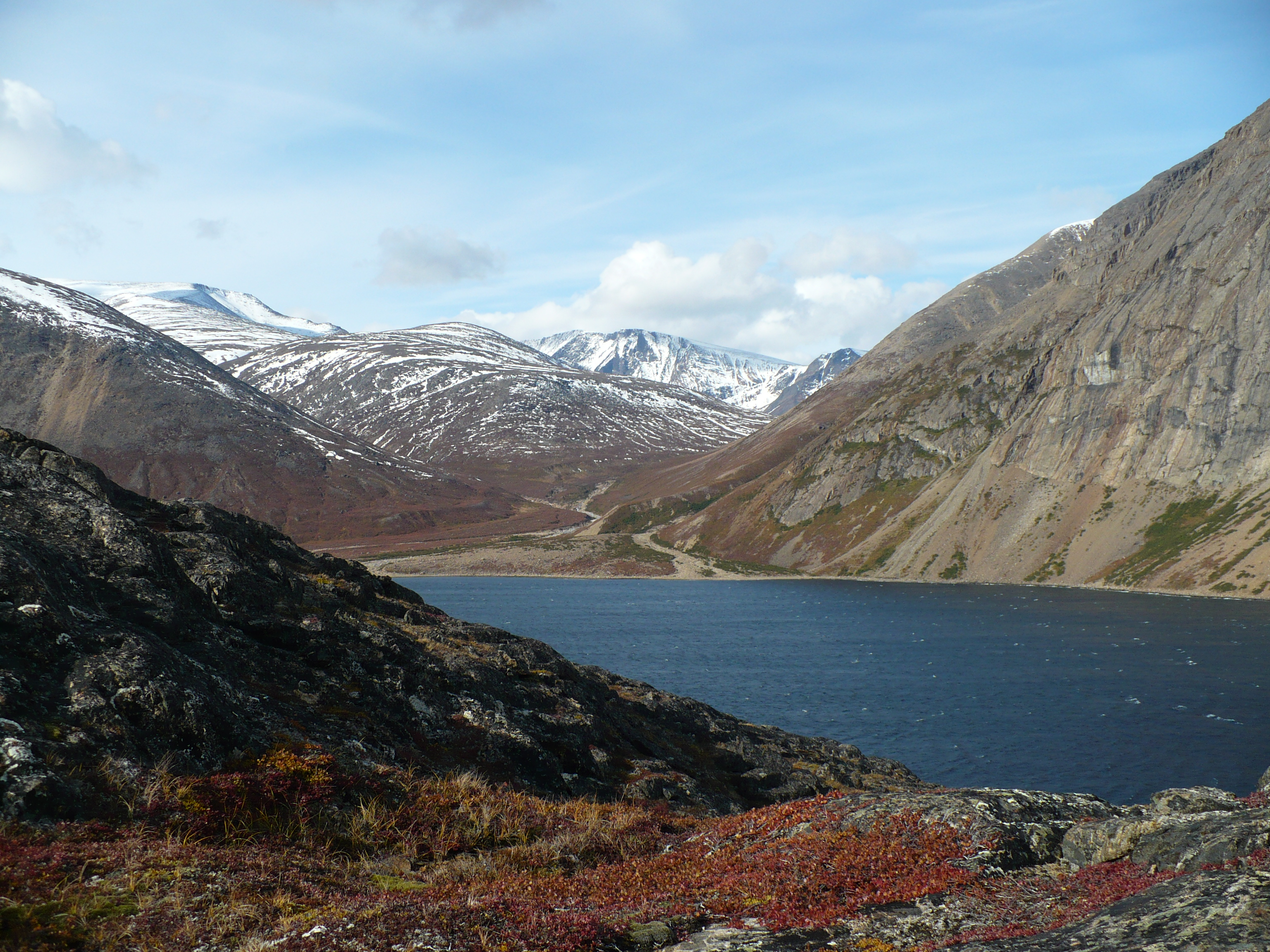
Montañas Torngat y Nachvak Fjord.

Gneises precámbricos que comprenden los montes Torngat están entre las más antiguas de la Tierra y han sido datadas en aproximadamente 3.6 a 3.9 billones de años. Los geólogos reconocen los geneises de los Torngat como una parte del Escudo Canadiense o Tierra Alta Laurenciana, que, componiendo la muy antigua Laurentia, se separa del continente de Rodinia aproximadamente hace 750 millones de años para formar el núcleo geológico de Norteamérica. Sin embargo, la construcción de montañas u orogenia de los Torngat tuvo lugar mucho más recientemente, y es característico de doblar y fallas que definen una serie de acontecimientos geológicos conocidos como la cordillera Ártica. Esto, según algunos, hace de los Torngat, como montañas, "distinto comparado al Escudo Canadiense que lo rodea," aunque al final está compuesto por roca de escudo. La evidencia de este dramático plegamiento y choque en fallas que caracterizan los montes Torngat pueden verse distintivamente en rtocas donde el Cratón de Norteamérica hace mucho tiempo colisionó con el Cratón de Nain, más tarde expuestos en sección transversal por el arrastre glacial, especialmente en el Saglek Fjord.

## Glaciación
Las sierras de los montes Torngat están separados por hondos fiordos y estrechos lagos que están rodeados de puras paredes de roca. Los fjords fueron producidos por la glaciación. La Laurentide Ice Sheet cubrió la mayor parte de las montañas al menos una vez, sin embargo durante la última edad del hielo la cubierta era más limitada.
Actualmente, Parks Canada documenta más de 40 glaciares pequeños pero activos en los montes Torngat (con alrededor de 80 masas de hielo).

## Flora y fauna
El caribú viaja por los montes Torngat y los osos polares vagabundean por la costa. Numerosas especies de vegetación comunes a la región Ártica de Caadá pueden encontrarse también en los montes Torngat.

## Historia
El nombre Torngat es una palabra esquimal que significa lugar de los espíritus.
El Parque nacional Torngat Mountains se anunció el 1 de diciembre de 2005. Pretende proteger la vida salvaje (caribú, osos polares, halcones peregrinos y águila dorada entre otros), al tiempo que ofrecía actividades recreativas orientadas a lo salvaje.

## Para saber más
- Ives, J. D. 1957. "Glaciation of the Torngat Mountains, Northern Labrador". Arctic. 10, no. 2: 67-87.
- Kobalenko, Jerry. 2007. "Ghost Coast - Kayaking the Foreboding Fiords of Torngat Mountains National Park". Canadian Geographic. 127, no. 3: 38.
- Schaefer, James A, and Stuard N Luttich. 1998. "Articles - Movements and Activity of Caribou, Rangifer Tarandus Caribou, of the Torngat Mountains, Northern Labrador and Quebec". The Canadian Field-Naturalist. 112, no. 3: 486.